# Simon Hooper
Simon Hooper (* 15. Juli 1982) ist ein englischer Fußballschiedsrichter.
Hooper leitet seit Januar 2009 Spiele in der EFL Championship (bisher über 200 Einsätze) und seit seinem Debüt im August 2015 Spiele in der Premier League, in der er bisher über 80 Einsätze hatte (Stand Oktober 2023).
Seit der Saison 2018/19 ist Hooper Teil der Select Group One. Er steht bislang noch nicht auf der Liste der FIFA-Schiedsrichter.
Am 30. September 2023 war Hooper Schiedsrichter des Premier-League-Spiels zwischen Tottenham Hotspur und dem FC Liverpool (2:1). In das ersten Halbzeit wurde das eigentlich reguläre Tor zum 1:0 durch Luis Díaz von Hooper und seinem Assistenten auf dem Platz wegen einer vermeintlichen Abseitsstellung aberkannt. Die Entscheidung wurde nach VAR-Kontakt nicht von Videoschiedsrichter Darren England und seinem Assistenten Daniel Cook korrigiert, da beide fälschlicherweise davon ausgingen, dass Hooper den Treffer gegeben hatte und erst nach Wiederanpfiff ihren Fehler bemerkten. Nach dem Spiel sprach die PGMOL in einer Erklärung von einem "schwerwiegenden menschlichen Fehler" und stellte England und Cook für die darauffolgende Spielansetzung frei. Der Vorfall erregte große Aufmerksamkeit und löste als schwerwiegendste Fehlentscheidung nach einer Reihe von VAR-Fehlern in England eine Debatte um den VAR aus. Liverpool-Trainer Jürgen Klopp forderte eine Spielwiederholung.